# Jacques Vaché
Jacques Vaché (* 7. September 1895 in Lorient; † 6. Januar 1919 in Nantes) war ein Freund von André Breton, einem der Begründer des Surrealismus.

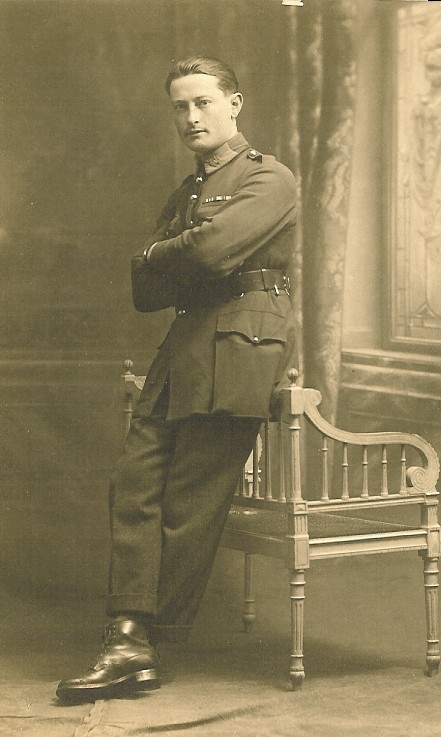
Jacques Vaché in der englischen Armee

Schon auf dem Gymnasium eilte ihm der Ruf eines Exzentrikers voraus. Zu Beginn des Ersten Weltkrieges wurde er 1914 einberufen und kurz darauf verwundet. Zur Behandlung gelangte er nach Nantes, wo er im Krankenhaus in der Rue du Bocage lag (im heutigen Gymnasium Guist'hau). Er machte die Bekanntschaft von André Breton, der dort Assistenzarzt war. An diesem Orte siedelt man im Sinne Bretons die Pioniertage des Surrealismus an. Mit Jacques Vaché und einigen Balladen im Parc de Procé habe alles begonnen, so Breton.
Vaché kehrte 1916 zur Front zurück, als Dolmetscher und Übersetzer für die britischen Truppen. Im Zeitraum zwischen 1916 und 1918 verfasste er mehrere surrealistische Briefe an seine Freunde, André Breton und Louis Aragon, die den Surrealismus mitbegründeten und über ihre Bekanntschaft mit Tristan Tzara dem Dadaismus nahestanden. Diese Briefe sind nach seinem Tode aufgefunden worden. Breton veröffentlichte sie unter dem Titel Lettres de Guerre („Kriegsbriefe“).
Am 6. Januar 1919 starb Vaché in einem Hotelzimmer in Nantes (place Graslin) an einer Überdosis Opium.
In die Literatur ist er als einer jener jungen europäischen Literaten eingegangen, die im Geiste Werthers ihrem Leben vorzeitig ein Ende setzten. Gerade die unmittelbare Nachkriegszeit nach 1918 brachte viele dieser Taten mit sich.

## Stimmen zu Jacques Vaché
- „En littérature, je me suis successivement épris de Rimbaud, de Jarry, d'Apollinaire, de Nouveau, de Lautréamont, mais c'est à Jacques Vaché que je dois le plus.“
  - „In der Literatur bin ich sehr von Rimbaud, Jarry, Apollinaire, Nouveau sowie Lautréamont angetan. - Aber Jacques Vaché verdanke ich am meisten.“ (André Breton, 1924)

## Bibliographie
- Bertrand Lacarelle: Jacques Vaché. Grasset, Paris 2005, ISBN 2-246-68231-2, (französisch).
- Jacques Vaché: Lettres de guerre. Préface d'André Breton, première édition au Sans Pareil en 1919. Réédition Mille et une nuits, Paris 2001, ISBN 2-84205-599-3, (La petite collection 355), (sans la préface, französisch).
- Jacques Vaché: Kriegsbriefe. Gefolgt von einer Novelle. André Breton (Vorwort), Pierre Gallissaires (Übersetzer), Hanna Mittelstädt (Übersetzer). Edition Nautilus Verlag Lutz Schulenburg, Hamburg 1979, ISBN 3-921523-37-0, (Kassette Poetisches Depot), (Poetische Aktion).

| Personendaten    | Personendaten                          |
| ---------------- | -------------------------------------- |
| NAME             | Vaché, Jacques                         |
| KURZBESCHREIBUNG | Mitbegründer und Pionier des Dadaismus |
| GEBURTSDATUM     | 7. September 1895                      |
| GEBURTSORT       | Lorient                                |
| STERBEDATUM      | 6. Januar 1919                         |
| STERBEORT        | Nantes                                 |